# Herman Van Rompuy
Herman Achille Van Rompuy, Conde van Rompuy, (Etterbeek, 31 de outubro de 1947) é um político e nobre belga, antigo presidente da câmara baixa do Parlamento do país, ex-primeiro-ministro da Bélgica e antigo Presidente do Conselho Europeu. Antes de assumir a presidência do Conselho Europeu em 1 de janeiro de 2010, Van Rompuy ocupava o cargo de primeiro-ministro da Bélgica, e se demitiu para o novo cargo em 19 de novembro de 2009, em Bruxelas.
Quando foi primeiro-ministro, foi convidado a assumir o cargo pelo rei Alberto II da Bélgica, em 28 de dezembro de 2008, em substituição a Yves Leterme, que renunciou em 22 de dezembro. Van Rompuy tomou posse em 30 de dezembro de 2008.
Foi eleito o primeiro presidente do Conselho Europeu em 19 de novembro de 2009, conforme o Tratado de Lisboa. Foi substituído por Yves Leterme, em 25 de novembro de 2009.
| “ | A Turquia não é parte da Europa e nunca o será. Os valores universais que estão em vigor na Europa, e que são valores fundamentais do cristianismo, perderiam força com a entrada de um grande país muçulmano como a Turquia. | ” |

Recebeu o Doutoramento Honoris Causa da Universidade de Gent, em 2011.